# 苏州四季开源酒店倒塌事件
苏州市吴江区“7·12”四季开源酒店辅房坍塌事故（中国大陆官方用语），即2021年7月12日15时33分，中华人民共和国江苏省苏州市吴江区松陵街道油车路188号四季开源酒店（其楼体前身为吴江山湖饭店）辅房发生的倒塌事件，共造成17人死亡，5人受伤，1人受困，相关责任人已被采取刑事强制措施。初步调查认定事故源自产权方私自对房屋结构进行改造，造成房屋部分坍塌（辅房整体坍塌）、侧边粉碎性坍塌（中间呈A字型），2022年1月20日，中華人民共和國应急管理部举行例行新闻发布会，表示事故原因是施工人员在无任何加固及安全措施情况下，拆除了底层六开间的全部承重横墙和绝大部分内纵墙，致使二层楼面圈梁不足以承受上部二、三层墙体及二层楼面传来的荷载，导致该辅房自下而上连续坍塌。

## 后续
2022年3月28日江苏省政府事故调查组认定，涉事酒店在未办理施工许可情况下下违法装修造成重大生产安全责任事故，事故背后存在酒店负责人与当地相关职能部门相互勾结、谋私贪腐问题。江苏省公安机关对设施酒店、施工负责人及当地相关职能部门部分公职人员移送司法机关，另有数名公职人员被问责。

## 近期类似事故
同因违建造成的坍塌
- 2020年泉州欣佳酒店倒塌事故

其它原因造成的坍塌
- 2021年美国佛罗里达公寓大楼倒塌事故
- 2021年光州拆遷樓倒塌事故